# Mellicta obscura
Mellicta obscura är en fjärilsart som beskrevs av Hosp 1923. Mellicta obscura ingår i släktet Mellicta och familjen praktfjärilar. Inga underarter finns listade i Catalogue of Life.